# Румунска дијаспора
Румунска дијаспора представља етнички румунско становништво изван граница Румуније и Молдавије. Концепт обично не укључује етничке Румуне који живе као домороци у оближњим државама, већ оне Румуне који живе у Украјини, Србији и другим земљама где се налазе веће дијаспоре овог народа. Број свих Румуна у иностранству процењује на око 4-12 милиона људи, у зависности од дефиниције појма "Румун", као и укључивање, односно искључивање етничких Румуна који живе у оближњим земљама где су аутохтони. Дефиниција припадника румунског становништва могу се кретати од ригорозних конзервативних процена заснованих на самоидентификацији и званичним статистикама до процена који укључују људе романског порекла, који су рођени у својим земљама, као и људе нерумунског становништва рођене у Румунији, који живе у дијаспори.
2006. године румунска дијаспора је процењена на око 8 милиона људи од стране председника Румуније Трајана Басескуа. Већина румунског становништва живи у бившем Совјетском Савезу, западној Европи (у Италији, Шпанији, Великој Британији и Француској), Северној и Јужној Америци и Аустралији. Није познато да ли је Басеску укључио аутохтоне Румуне који живе у непосредном окружењу румунске државе, попут оних у Молдавији, Украјини или Србији.
У децембру 2013. Кристијан Давид, министар владе за Одељење Румуна свуда, изјавио је да да између 6-8 милиона Румуна живи ван граница Румуније. Ово укључује 2-3 милиона аутохтоних Румуна који живе у суседним државама као што су Украјина, Мађарска, Србија, Бугарска, и посебно Република Молдавија. Број укључује и око 2,7-3,5 милиона Румуна у западној Европи.
Испод се налази листа самопроглашених етничких Румуна у земљама у којима живе, изузев оних који живе у Румунији и Молдавији, али укључујући и оне који живе у Украјини (укључујући Чернивце), Србији (укључујући Влахе), Мађарској и Бугарској. Бројеви се заснивају на званичним статистичким подацима у одговарајућим државама у којима живе Румуни, a где год су такви подаци недоступни, број Румуна заснива се на службеним проценама румунског сектора за Румуне у иностранству (подаци за Шпанију, Италију, Немачку, Велику Британију, Француску, Шведску, Португалију и Турску су за румунске грађане, а могу укључити и особе из било које етничке припадности из Румуније). Етнички Румуни су првенствено присутни у Европи и Северној Америци. Међутим, у Турској постоје и румунски етнички припадници, како у азијским тако и европским деловима земље, потомци влашких становника који су ту били настањени од Османског царства, од почетка 14. до краја 19. века. Преко 100.000 етничких Румуна живи на истоку Русије, на хиљаде Румуна у селима долине реке Амур на кинеској страни кинеско-руске границе и око 2.000 румунских имиграната у Јапану од краја 20. века.
Румунска дијаспора појавила се као моћна политичка сила на изборима од 2009. године. За председничке изборе 2014. гласање у дијаспори било је слабо организовано и резултирало је протестима у неколико главних европских градова. Ипак и поред тога, гласање дијаспоре је имало кључну улогу у коначном резултату.

## Румуни по земљама
| Држава                    | Година | Популација | Статус |
| ------------------------- | ------ | ---------- | --- |
| Италија                   | 2016   | 1.151.395  | Имигранти (заједно са 142.266 Молдаваца) |
| Шпанија                   | 2016   | 684.532    | Имигранти (заједно са 17.677 Молдаваца) |
| Немачка                   | 2015   | 657.000    | Имигранти (Заједно са 14.815 Молдаваца) |
| Сједињене Америчке Државе | 2015   | 468.994    | Имигранти |
| Уједињено Краљевство      | 2015   | 220.000    | Имигранти |
| Израел                    | 2014   | 205.600    | Имигранти |
| Канада                    | 2011   | 204.625    | Имигранти (заједно са 8.050 Молдаваца) |
| Француска                 | 2013   | 200.000    | Имигранти |
| Бразил                    |        | 200.000    | Имигранти |
| Украјина                  | 2001   | 150.989    | Настањени у Карпатску Рутенију, Одеску област и Чернивачку област (заједно са 258.619 Молдаваца) |
| Аустрија                  | 2016   | 82.949     | Имигранти |
| Белгија                   | 2015   | 65.768     | Имигранти |
| Грчка                     | 2011   | 46,523     | Имигранти (заједно са 10.391 Молдаваца) и 209.000 Цинцара и 3.000 говорника Мегленско-влашког језика Они не сматрају етничком, већ језичком и културном мањином.                                                                                                 |
| Португал                  | 2011   | 39.312     | Имигранти (Заједно са 13.586 Молдаваца) |
| Мађарска                  | 2011   | 30.924     | Настањени у источним деловима Мађарске |
| Србија                    | 2011   | 29.332     | Настањени у Војводини, Тимочкој Крајини и деловима Централне Србије (заједно са 35.330 Влаха и 243 Цинцара) |
| Шведска                   | 2016   | 27.974     | Имигранти (заједно са 938 Молдаваца) |
| Данска                    | 2017   | 24.422     | Имигранти (заједно са 686 Молдаваца) |
| Кипар                     | 2011   | 24.376     | Имигранти |
| Холандија                 | 2016   | 23.020     | Имигранти (заједно са 324 Молдаваца) |
| Швајцарска                | 2015   | 21.593     | Имигранти |
| Аустралија                | 2011   | 20.998     | Имигранти |
| Ирска                     | 2011   | 17.995     | Имигранти |
| Казахстан                 | 2009   | 14.666     | Имигранти и расељени за време Другог светско рата (укључујући Молдавце) |
| Турска                    |        | 14.000     | Имигранти |
| Норвешка                  | 2014   | 11.068     | Имигранти |
| Јапан                     |        | 10.000     | Имигранти |
| Венецуела                 |        | 10.000     | Имигранти |
| Уједињени Арапски Емирати |        | 6.444      | Имигранти |
| Чешка                     |        | 5.069      | Имигранти |
| Словачка                  |        | 4.941      | Имигранти |
| Јордан                    |        | 4.000      | Имигранти |
| Русија                    | 2010   | 3.201      | Имигранти / расељени током Другог светског рата (заједно са 586.122 Молдаваца) |
| Нови Зеланд               |        | 3.100      | Имигранти |
| Јужна Африка              |        | 3.000      | Имигранти |
| Луксембург                |        | 2.527      | Имигранти |
| Катар                     |        | 2.000      | Имигранти |
| Финска                    | 2013   | 1.742      | Имигранти |
| Кина                      |        | 1.320      | Имигранти |
| Аргентина                 |        | 1.000      | Имигранти |
| Чиле                      |        | 1.000      | Имигранти |
| Бугарска                  | 2011   | 891        | Настањени у Видинској области и деловима северне Бугарске (заједно са 3.684 Влаха) |
| Палестина                 |        | 850        | Имигранти |
| Кувајт                    |        | 696        | Имигранти |
| Јужна Кореја              |        | 634        | Имигранти |
| Мексико                   |        | 600        | Имигранти |
| Етиопија                  |        | 485        | Имигранти |
| Египат                    |        | 420        | Имигранти |
| Индија                    |        | 400        | Имигранти |
| Сингапур                  |        | 400        | Имигранти |
| Парагвај                  |        | 398        | Имигранти |
| Оман                      |        | 382        | Имигранти |
| Колумбија                 |        | 350        | Имигранти |
| Монако                    |        | 250        | Имигранти |
| Уругвај                   |        | 200        | Имигранти |
| Перу                      |        | 174        | Имигранти |
| Индонезија                |        | 155        | Имигранти |
| Тајланд                   |        | 106        | Имигранти |
| Куба                      |        | 100        | Имигранти |
| Македонија                |        | 100        | Имигранти (заједно са 9.900 Цинцара и 2.100 Мегленских Влаха) |
| Вијетнам                  |        | 100        | Имигранти |
| Литванија                 | 2011   | 77         | Имигранти |
| Пакистан                  |        | 75         | Имигранти |
| Летонија                  | 2011   | 63         | Имигранти (заједно са 1.919 Молдаваца) |
| Доминиканска Република    |        | 30         | Имигранти |
| Лихтенштајн               |        | 15         | Имигранти |
| Албанија                  |        |            | У Албанији живији 300.000 Цинцара, али их албанске власти не признају као мањину. |
| Укупно                    |        | 4.735.954  | Процена броја румунског становништва у дијаспори, заједно са 1.618.650 људи који који припадају етничким групама, од којих већина њих сматрају да су део румунске популације (нпр. Молдавци, Цинцари, Мегленски Власи). Укупна процена је приближно 6,3 милиона. |

## Галерија
- Румунска православна црква у Вршцу
- Румунска црква Свети Стефан у Минесори
- Румунска црква у Филаделфији
- Румунско-америчко седиште на Менхетну
- Споменим Михаилу Еминеску у Монтреалу
- Румуни у Канади
- Амбасада Румуније у Вашингтону